# Parafia Matki Bożej Nieustającej Pomocy w Wierzchowiskach Drugich
Parafia pw. Matki Bożej Nieustającej Pomocy w Wierzchowiskach – parafia rzymskokatolicka znajdująca się w diecezji sandomierskiej w dekanacie Modliborzyce.
Parafia została erygowana z części parafii Modliborzyce 27 lipca 1922 r. przez biskupa M. Leona Fulmana.

## Miejscowości przynależące do Parafii
- Antolin (powiat janowski)
- Majdan-Obleszcze
- Pasieka (powiat janowski)
- Wierzchowiska Pierwsze (powiat janowski)
- Wierzchowiska Drugie (powiat janowski)
- Węgliska (województwo lubelskie)

## Obiekty sakralne
- Kościół Matki Bożej Nieustającej Pomocy w Wierzchowiskach Pierwszych
- Kaplica Matki Bożej Częstochowskiej w Majdanie Obleszcze